# Цохадзопулос, Акис
Акис Цохадзопулос (греч. Άκης Τσοχατζόπουλος; 31 июля 1939, Афины — 27 августа 2021, Афины), полное имя Апостолос-Атанасиос Цохадзопулос — греческий политик, один из основателей партии ПАСОК, занимал несколько министерских должностей. Отбывал тюремное наказание после коррупционного скандала.

## Биографические сведения
Акис Цохадзопулос родился в 1939 году в Афинах, но вырос в Салониках, куда его семья переехала в 1940 году. Его отец был родом из Стамбула, мать — из Янины. В юности профессионально занимался баскетболом, два года (в 1953 и 1954) играл за клуб ПАОК. Позже учился в Техническом университете Мюнхена, получил диплом инженера (1964) и экономиста (1967). Работал на строительных объектах в Германии, Австрии, Швейцарии и Италии. В Германии провёл в общей сложности 16 лет, с 1959 до 1975 год, затем вернулся в Грецию. В 1968 году военная хунта запретила ему въезд в страну и лишила греческого гражданства.
В 1964 году он женился на немке Гудрун Молденгауэр, которая родила ему дочь и сына. В 2004 женился вторично на Василике Стамати. Гражданская церемония состоялась в Греции, а затем и религиозная — в Париже.

## Политическая карьера
В 1968 Акис Цохадзопулос встретил во Франкфурте Андреаса Папандреу, а в 1970 году стал членом Всегреческого освободительного движения. Он был одним из членов-учредителей партии ПАСОК. С тех пор принимал участие в работе исполнительных органов партии. В период 1990—1994 годов был секретарем ЦК ПАСОК, а в 1995 году избран вице-президентом Социалистической партии.
На выборах 1981 года впервые избран в Греческий парламент по спискам ПАСОК. В период между 1985 и 2004 годами переизбирался в парламент от Первого избирательного округа Салоники. От участия в выборах 2007 и 2009 года отказался, хотя занимал 7 позицию в партийном списке.
В 1995 Акис Цохадзопулос стал заместителем премьер-министра Греции во время болезни Андреаса Папандреу. На этом посту он представлял Грецию на саммите стран — членов Европейского Союза в Мадриде.

## Скандалы и уголовные дела
30 мая 2010 года газеты Катимерини и Прото Тема опубликовали данные о том, что жена Цохадзопулоса за три дня до вступления в силу Закона Греции 3842/2010 «о восстановлении справедливости и борьбе с уклонением от уплаты налогов» приобрела дом на улице Дионисия Ареопагита стоимостью около одного миллиона через офшорную компанию. В ходе расследования выяснилось также, что одним из собственников компании оказалась TORCASO Investments Ltd, причастная к коррупционному скандалу с недвижимостью вокруг Ватопедского монастыря. 1 июня прокурор Афинского суда первой инстанции инициировал расследование финансовых преступлений. 7 июня Акис Цохадзопулос попросил приостановить своё членство в партии.
18 марта 2011 немецкий журнал Der Spiegel назвал Цохадзопулоса причастным также к сделке вокруг Ferrostaal в феврале 2010 года. За эту публикацию Акис Цохадзопулос подал в суд на издание.
31 марта 2011 года началось следствие по поводу обнаруженного депозита в размере 178 млн евро. Следствие должно установить, законно ли накоплены эти средства и уплачены ли налоги.
В начале апреля 2011 года обнародованы данные о передаче взятки Акису Цохадзопулосу представителями компании Ferrolstaal накануне продажи подводных лодок. После развертывания этого скандала 11 апреля Цохадзопулос был исключен из ПАСОК. 28 апреля 2011 года 226 членов Греческого парламента проголосовали за создание специального комитета для расследования и возможного привлечения Цохадзопулоса к уголовной ответственности в случае поставки немецких подводных лодок.
7 октября 2013 года был признан виновным по всем пунктам обвинения и на следующий день приговорён к максимальному сроку в 20 лет заключения. В 2018 году был освобожден из заключения в связи с ухудшением состояния здоровья.